# Francisco Orozco y Jiménez
Francisco Orozco y Jiménez (Zamora, Michoacán, 19 de noviembre de 1864 - Guadalajara, Jalisco, 18 de febrero de 1936) fue un sacerdote católico mexicano, obispo de Chiapas de 1902 a 1912 y posteriormente fue arzobispo de Guadalajara. Participó en protestas y movimientos en defensa de los intereses eclesiásticos y en contra del gobierno durante el periodo de la Revolución mexicana. Fue desterrado cinco veces de su arquidiócesis. Durante el apogeo de la Guerra Cristera, permaneció oculto y fue señalado como cabecilla de los cristeros. Fue miembro de la Academia Mexicana de la Historia, siendo el titular del sillón 3, de 1921 a 1930. Fue miembro de la Junta Auxiliar Jalisciense de la Sociedad Mexicana de Geografía y Estadística.

## Estudios
Fue nieto de José María Orozco Cepeda y Mariana Jiménez Fernández.  Fue bautizado en la parroquia de El Sagrario, La Luz, Guanajuato, por su tío Ignacio Origel con el nombre de José Francisco de Paula Ponciano de Jesús Orozco y Jiménez. Comenzó sus estudios en su tierra natal, hacia 1870; luego, en Jacona, en 1874; más tarde, en Roma, en 1876. Ingresó al Colegio Pío Latino, y a la Universidad Gregoriana, donde recibió la ordenación sacerdotal, en 1887.

## Obispo en Chiapas
El 29 de mayo de 1902 fue preconizado obispo de Chiapas por el papa León XIII. Junto con el obispo de Yucatán Martín Tritschler y Córdova se le considera uno de los obispos "modernizadores" de las ideas Rerum Novarum. Organizó un sistema de transporte de tracción animal de Arriaga a Comitán. Instaló y fue accionista de una planta de electricidad en San Cristóbal de las Casas. Fundó colegios en Tuxtla Gutiérrez y restauró templos en Tapachula, Zinacantán, Tuxtla, Comitán y San Cristóbal.
Debido a su interés y cercanía hacia los indígenas tsotsiles, se le conoció con el sobrenombre de "el Chamula". Rescató el Diccionario tzotzil e impuso la figura de los "rezadores" quienes eran los líderes comunitarios indígenas e intermediarios entre sus comunidades y la Iglesia católica.
En 1911, se desarrolló un levantamiento armado en San Cristóbal cuyo objetivo era retornar los poderes estatales que habían sido trasladados a Tuxtla Gutiérrez. Uno de los dirigentes fue Jacinto Pérez "el Pajarito" rezador del obispo Jiménez. San Cristóbal se caracterizaba por ser un lugar con ideología conservadora y Tuxtla Gutiérrez por ser un lugar de ideología liberal o progresista. La facción liberal de Chiapas, y en especial Luis Espinosa acusó al obispo de instigar el movimiento cristobalense. La acusación trascendió a nivel nacional, el obispo dejó la silla episcopal chiapaneca y se trasladó a Michoacán.

## Arzobispo en Guadalajara
En la Ciudad de México, en 1908, había sido nombrado arzobispo de la capital José Mora y del Río, que promovió la fundación del Partido Católico Nacional, aunque oficialmente fue una organización constituida por laicos. Mora y del Río solicitó a los obispos y arzobispos del país apoyar al partido. Siendo aún obispo de Chiapas, Orozco y Jiménez, simpatizó con las ideas de Mora y del Río, sin embargo en Jalisco, el arzobispo José de Jesús Ortiz y Rodríguez prohibió al clero de su arquidiócesis tomar parte activa en los partidos políticos.
Residiendo en Michoacán, Orozco y Jiménez fue preconizado arzobispo de Guadalajara el 23 de noviembre de 1912 y llegó a la ciudad el 9 de febrero de 1913. Una vez iniciada su labor como arzobispo, expidió una carta pastoral que prohibía la lectura de los periódicos liberales como La Gaceta de Guadalajara, El Correo de Jalisco y El Diario de Occidente, pues consideró que eran contrarios al dogma católico.

## Primeros destierros
Debido a su constante oposición a la ideología liberal del gobierno del Estado, y su participación en manifestaciones y marchas, fue desterrado de Jalisco por el gobernador en turno José López Portillo y Rojas. Orozco y Jiménez viajó a la Ciudad de México para entrevistarse con el presidente Victoriano Huerta quien de manera diplomática le concedió permiso de volver a su arquidiócesis.
Durante el gobierno estatal de Manuel M. Diéguez se acrecentaron las desavenencias con el clero. En julio de 1914, ochenta y dos eclesiásticos fueron hechos prisioneros y los constitucionalistas impusieron un "préstamo" forzoso a la Iglesia de 100 000 pesos, además se realizaron despojos en la Catedral de Guadalajara. En agosto de 1914, un mes después de la caída del gobierno federal de Huerta, el arzobispo Orozco y Jiménez, en compañía de otros obispos, se exilió. Orozco y Jiménez se trasladó a La Habana, España y Roma. Durante el exilio de dos años, el gobierno de Diéguez expidió leyes que afectaron los intereses de la iglesia, entre ellos, la clausura de las escuelas católicas. Por medio de círculos de estudios emergió la Asociación Católica de la Juventud Mexicana siendo Anacleto González Flores uno de los miembros más destacados.
Orozco y Jiménez emprendió su regreso en 1916, desembarcó en Nueva York el 10 de junio y llegó a su arquidiócesis el 20 de noviembre. Al conocer el gobernador Diéguez las noticias del regreso del arzobispo, en febrero de 1917, lo acusó "por delito de alta traición a la patria". Orozco y Jiménez permaneció de manera oculta esperanzado en la entrada en vigor de la Constitución de 1917. A pesar de la persecución por parte del gobierno estatal, se puso en contacto con Venustiano Carranza solicitando justicia para el clero jalisciense. Carranza no contestó a la solicitud de Orozco, pues se le acusaba de sedición.

## Decreto Bouquet
El resto de los obispos que se encontraban exiliados en Estados Unidos, publicaron una protesta en contra de los artículos 3º, 5º, 27º, 30.º y 130.º de la nueva constitución. Orozco y Jiménez integró los términos de la protesta en una carta pastoral que fue leída en las misas dominicales de Guadalajara. La reacción del gobernador fue inmediata y se ordenaron cateos y la aprehensión de todos los sacerdotes que habían leído la carta. Algunos templos fueron clausurados y se acusó al arzobispo de incitar a la población.
Orozco negó las acusaciones, pero a pesar de ello, el 15 de junio de 1918, el gobierno de Jalisco emitió una orden para su arresto. Tras su detención en Lagos de Moreno, fue desterrado a Estados Unidos. Orozco residió en Chicago. El 3 de julio de 1918, el gobernador sustituto Manuel Bouquet prohibió a sacerdotes extranjeros ejercer su ministerio, redujo la cantidad de sacerdotes a una tercera parte, al establecer un registro oficial de los sacerdotes mexicanos, permitiendo un solo sacerdote por templo para cada cinco mil feligreses.
Las manifestaciones de la sociedad católica jalisciense iniciaron el 22 de julio de 1918, siendo Anacleto González el líder de las protestas. Se exigió la libertad religiosa. Diéguez que había asumido nuevamente el cargo de gobernador, sofocó las manifestaciones con la policía. Por su parte, el clero suspendió los cultos y los feligreses boicotearon la prensa, los transportes y el comercio. El 3 de febrero de 1919, se suprimió el decreto de Manuel Bouquet.

## Gobierno de Zuno
El 14 de octubre de 1919, bajo el mandato presidencial de Álvaro Obregón, el arzobispo regresó a Jalisco. Durante este período Orozco y Jiménez estableció una junta diocesana de Acción Católico-Social y reanudó la Asociación de Damas Católicas; de esta forma influyó nuevamente en la sociedad jalisciense. El 1 de marzo de 1923, José Guadalupe Zuno asumió la gobernación de Jalisco, las relaciones con la Iglesia nuevamente fueron tensas. La sociedad católica llamó a las armas a través del semanario El Cruzado. Zuno responsabilizó de cualquier movimiento religioso armado al arzobispo.
En febrero de 1924, Zuno fue reinstalado como gobernador de Jalisco. Orozco tuvo que ocultarse hasta marzo, cuando Obregón eximió de toda culpa al arzobispo. De cualquier forma, el arzobispo viajó a Roma, durante su ausencia Zuno cerró los seminarios en Jalisco. En diciembre, Plutarco Elías Calles asumió la presidencia de México y apoyó la creación de la Iglesia Cismática Mexicana. En marzo de 1925, Orozco y Jiménez viajó nuevamente a Guadalajara.

## Guerra Cristera
En febrero de 1926, el arzobispo de México José Mora y del Río se vio envuelto en un escándalo político, pues se le acusó de instigar a la población en contra del gobierno. En octubre de 1926, Orozco y Jiménez fue llamado a declarar ante la Secretaría de Gobernación, pero en lugar de presentarse a comparecer, prefirió ocultarse. Esta actitud, lo marcó como principal cabecilla de la insurrección cristera.
La Guerra Cristera se extendió durante tres años, y Orozco y Jiménez permaneció oculto dentro de su arquidiócesis en Guadalajara y San Pedro Tlaquepaque. Cuando Emilio Portes Gil asumió la presidencia de la república, se iniciaron las negociaciones con el nuevo arzobispo de México Pascual Díaz Barreto. El delegado apostólico Ruiz y Flores llamó a Orozco para comparecer ante el nuevo presidente. Portes Gil recibió a Orozco, después de escuchar sus quejas, tomó la decisión de ordenar nuevamente su destierro, y le pidió no volver a esconderse.
Orozco y Jiménez residió durante diez meses en Estados Unidos. Con ayuda de monseñor José Garibi Rivera, regresó de manera oculta, en marzo de 1930, a Guadalajara. En 1932, durante las investigaciones del asesinato de Álvaro Obregón, se le ordenó abandonar el país. Sufrió un último destierro en 1934. De regreso en Guadalajara, murió el 18 de febrero de 1936.